# Adelly
ADELLY（アデリー）は、フリーのスタイリストである小松未季と、多くのコレクションやドメスティックブランドのパターンを担当するプロダクト・パターンチームが手掛ける日本のウィメンズブランド。2018春夏シーズンよりデビュー。

## 概要
『ADELLY』という名前には、凛として華がある女性という意味が込められている。
自然体で過ごせるよう素材にこだわり、着心地が良く動きやすいのにスラリと見える事で、誰の中にもある内面の華も表せるということ。
服の色々な表情を楽しめるよう、丈やシルエットはコーディネートし易いことを大切にしている。
ブランドコンセプトは『充実した日々を送る女性に寄り添い、自由にエモーショナルに、心踊る日々を過ごして欲しいという”願いを込めた服。』。

## 店舗
常設のリアル店舗は展開せず、公式オンラインショップと有名デパート等での期間限定ポップアップショップによる出店が中心。